# 加加
加加（Ghagga），是印度旁遮普邦Patiala县的一个城镇。总人口8212（2001年）。

## 人口
该地2001年总人口8212人，其中男性4327人，女性3885人；0—6岁人口1210人，其中男644人，女566人；识字率48.70%，其中男性为55.56%，女性为41.06%。